# Siphlonurus grisea
Siphlonurus grisea is een haft uit de familie Siphlonuridae. De wetenschappelijke naam van de soort is voor het eerst geldig gepubliceerd in 1912 door Navás.
De soort komt voor in het Palearctisch gebied.